# Ochthebius kaninensis
Ochthebius kaninensis es una especie de escarabajo del género Ochthebius, familia Hydraenidae. Fue descrita científicamente por Poppius en 1909.
Se distribuye por Rusia (en la región de Siberia). Mide 2 milímetros de longitud.